# Гамкрелидзе, Антимоз Евдович
Антимоз Евдович Гамкрелидзе (груз. გამყრელიძე ანთიმოზ; 1854 Кутаисская губерния Российская империя — 1894 Кутаиси Российская империя) — русский революционер-народник грузинского происхождения.

## Биография
Антимоз Гамкрелидзе родился в 1854 году в дворянской семье. Окончил Кутаисскую гимназию.
Поступил в Медико-хирургическую академию в Санкт-Петербурге, из которой отчислен в 1875 году за неуспеваемость.
Принадлежал к Всероссийской социально-революционной организации.
13 июля 1875 года фиктивно вступил в брак с Тумановой Екатериной Борисовной с целью получить в революционную кассу её состояние.
Летом 1875 года, проживал в с. Вошкино (Переславский уезд Владимирская губерния) и вёл противоправительственную пропаганду среди крестьян.
Арестован 9 августа 1875 года на станции Иваново-Вознесенск при попытке общения с арестованными (А. Топоркова, В. Александрова, Е. Туманова), направлявшимися по железной дороге в Шую.
При обыске на его квартире в Москве найдена революционная литература и задержаны Кардашев, Цицианов и др.
Содержался в Доме предварительного заключения. 26 сентября 1876 года переведён в Петропавловскую крепость, в которой находился до 16 февраля 1877 года.
Предан 30 ноября 1876 года суду Особого Присутствия Правительствующего Сената по обвинению в организации противозаконного сообщества, участии в нём и в распространении преступных сочинений (Процесс пятидесяти).
Приговорён 14 марта 1877 года к лишению всех прав и к каторжным работам на 5 лет. По рассмотрении его кассационной жалобы Сенатом 7 мая 1877 года признан виновным и присуждён к лишению всех прав и, к ссылке в Иркутскую губернию на четыре года и к оставлению в Сибири на 12 лет. По Высочайшему повелению 14 августа 1877 года лишён прав.
Был поселён в Верхоленске (Иркутская губерния), в 1884 году переведён в Томскую губернию. 

Вернувшись в Грузию, в апреле 1889 года снова арестован и заключен в Кутаиси в тюрьму по обвинению в снабжении запрещённой литературой учеников Томской гимназии. Снова выслан в Сибирь.
Умер в Кутаиси около 1894 года, через несколько месяцев после возвращения из последней ссылки.